# Prisoner
Prisoner je šestnácté studiové album zpěvačky a herečky Cher, vydané v říjnu roku 1979 u Casablanca Records.

## O albu
Prisoner bylo druhé studiové album v roce 1979, vydané devět měsíců po úspěšném předchůdci Take Me Home.
Jedná se o poslední spolupráci s producentem Bobem Estym a také o poslední album vydané u společnosti Casablanca.
Ačkoliv se mělo album ubírat stejným směrem stylu hudby jako předchozí Take Me Home, Cher nechuť k disco hudbě zapříčinila potlačení tohoto stylu. Cher měla stále ambice stát se rockovou zpěvačkou a Bobu Estymu se konečný výsledek vymkl z rukou, když si Cher kousek po kousku do alba prosazovala rockové skladby (které ale s původním projektem neměly nic společného). Objevuje se tu i styl New Wawe. Kdyby možná zůstala u původního záměru, mohla mít další úspěšné album, Prisoner však byl taková diskorockový "mišmaš", který svou kvalitou nemohl dosáhnout popularity Take Me Home.
Prisoner je také první album Cher, které obsahuje skladby napsané speciálně pro ni. Poprvé byly všechny skladby původní, žádné převzaté skladby od jiných interpretů. Původní název byl Mirror image, jako odraz Cher ve sdělovacích prostředcích a měl tak ilustrovat její poměr k tisku i trvalý proud popularity, jež ji obklopuje. Vydavatelství chtělo využít jedinečnou image charismatické Cher a posedlost médii její osobou. A mělo odkazovat na pověstnou „statečnou“ stránku Cher a na její nově objevenou stránku "divoké diskantky". Až poté, co se původní plán co se stylu týče změnil, album bylo přejmenováno na Prisoner. Na přebalu desky je obrázek nahé Cher v řetězech, zřejmě jako vězně vlastního image v médiích. Obálka vyvolala spor mezi některými skupinami feministek za údajný obraz „sexuálního otroka“.
Těsně před vydáním alba, Casablanca uvedla celoplošnou reklamu s obrázkem desky na zadní obal časopisu Billboard. Bohužel došlo k problému s barevným tónováním tak, že fotka v reklamě vyšla pouze v příliš tmavém odstínu. Neúmyslný (ale poněkud komický) výsledek přeměnil tlustého stočeného hada v levém dolním rohu reklamy na něco, co se velmi podobalo obrovské stočené hromadě výkalů u nohou Cher. Tým Cher požadoval, aby byla reklama znovu následující týden pomocí správného tónování a bez dodatečných nákladů. To údájně stálo časopisu Billboard $30,000 ve ztrátách.
Cher vystoupila na propagaci alba v amerických pořadech s písněmi „Shoppin'“ a "Holdin' „Out For Love“.
Prisoner byl propadák, nedostalo se ani do 200 nejprodávanějších alb v Americe. Ani nikde jinde se neumístilo. I přesto se ho však prodalo okolo 3 000 000 kusů. Na kompaktním disku bylo album vydáno společně s Take Me Home pod názvem The Casablanca Years.
V roce 2015 pro časopis Billboard Cher zmínila, že pilotní singl „Hell on Wheels“ není moc dobrá skladba, ale že se jí líbí píseň „Shoppin'“.

### Singly
Z alba byly vydané dva singly. Pilotní singl „Hell on Wheels“ byl mírný hit, umístil se na 59. příčce amerického žebříčku nejlepších singů Hot 100. Prodalo se ho celosvětově 450 000 kusů. K propagaci singlu, Cher natočila svůj skutečně první videoklip, který ukazuje Cher na kolečkových bruslích, pronásledována kamionáři. Píseň se objevila ve filmu a doprovodném soundtrack albu Roller Boogie, což rovněž přispělo k reklamě singlu. Druhý singl „Holdin' Out For Love“ se neumístil vůbec.

## Seznam skladeb
| Pořadí | Název                | Autor                    | Délka |
| ------ | -------------------- | ------------------------ | ----- |
| 1.     | Prisoner             | David Paich              | 5:50  |
| 2.     | Holdin' Out For Love | Tom Snow, Cynthia Weil   | 4:23  |
| 3.     | Shoppin'             | Michele Aller, Bob Esty  | 4:30  |
| 4.     | Boys & Girls         | Billy Falcon             | 3:54  |
| 5.     | Mirror Image         | Michael Brooks, Bob Esty | 4:52  |
| 6.     | Hell On Wheels       | Michele Aller, Bob Esty  | 5:38  |
| 7.     | Holy Smoke!          | Michele Aller, Bob Esty  | 4:56  |
| 8.     | Outrageous           | Michele Aller, Bob Esty  | 3:10  |